# Scallop Hill
Scallop Hill är en kulle i Antarktis. Den ligger i Östantarktis. Nya Zeeland gör anspråk på området. Toppen på Scallop Hill är 180 meter över havet.
Terrängen runt Scallop Hill är huvudsakligen mycket platt. Trakten är obefolkad. Det finns inga samhällen i närheten.